# Verteidigung Grönlands
Die Verteidigung Grönlands als autonome Nation innerhalb des Königreichs Dänemark ist laut Verfassung die Aufgabe der Dänischen Streitkräfte. Grönland selbst verfügt über keine eigenen Truppen. Jedoch bestanden bereits ab 1941 Abkommen mit den Vereinigten Staaten, die, zumindest während des Zweiten Weltkrieges, die Übernahme der Verteidigung durch die Streitkräfte der USA beinhaltete.

## Geschichte
Die dänische Militärgeschichte auf Grönland hat ihren Ursprung im frühen 18. Jahrhundert. Mit der Landung von Hans Egede stationierte man Soldaten auf Grönland, um die dänische Kolonie vor Plünderungen, vor allem durch fremde Walfänger, zu schützen. Das dänische Militär war bis zum Beginn des Zweiten Weltkriegs an der Erforschung Grönlands etwa durch Expeditionen aktiv beteiligt. Die Streitkräfte waren darüber hinaus für die Vermessung und Kartografie zuständig. Mit dem Beginn des 20. Jahrhunderts stieg der Fischfang vor den Küsten rasant an, was eine vermehrte Kontrolle durch die Fischereiinspektion und der dänischen Marine (Søværnet) mit sich brachte.
1932 traten mit den Marinefliegern (Marinens Flyvevæsen) zum ersten Mal auch Luftstreitkräfte in Erscheinung, die durch Luftbildfotografie dem Geodætisk Institut, einem kartografischen Institut, das dem Verteidigungsministerium unterstellt war, zuarbeiteten. Jegliche militärische Arbeit wurde in den Sommermonaten, von Mai bis September ausgeführt, wonach die Schiffe in den Wintermonaten nach Island oder Dänemark verlegt wurden.

### Zweiter Weltkrieg

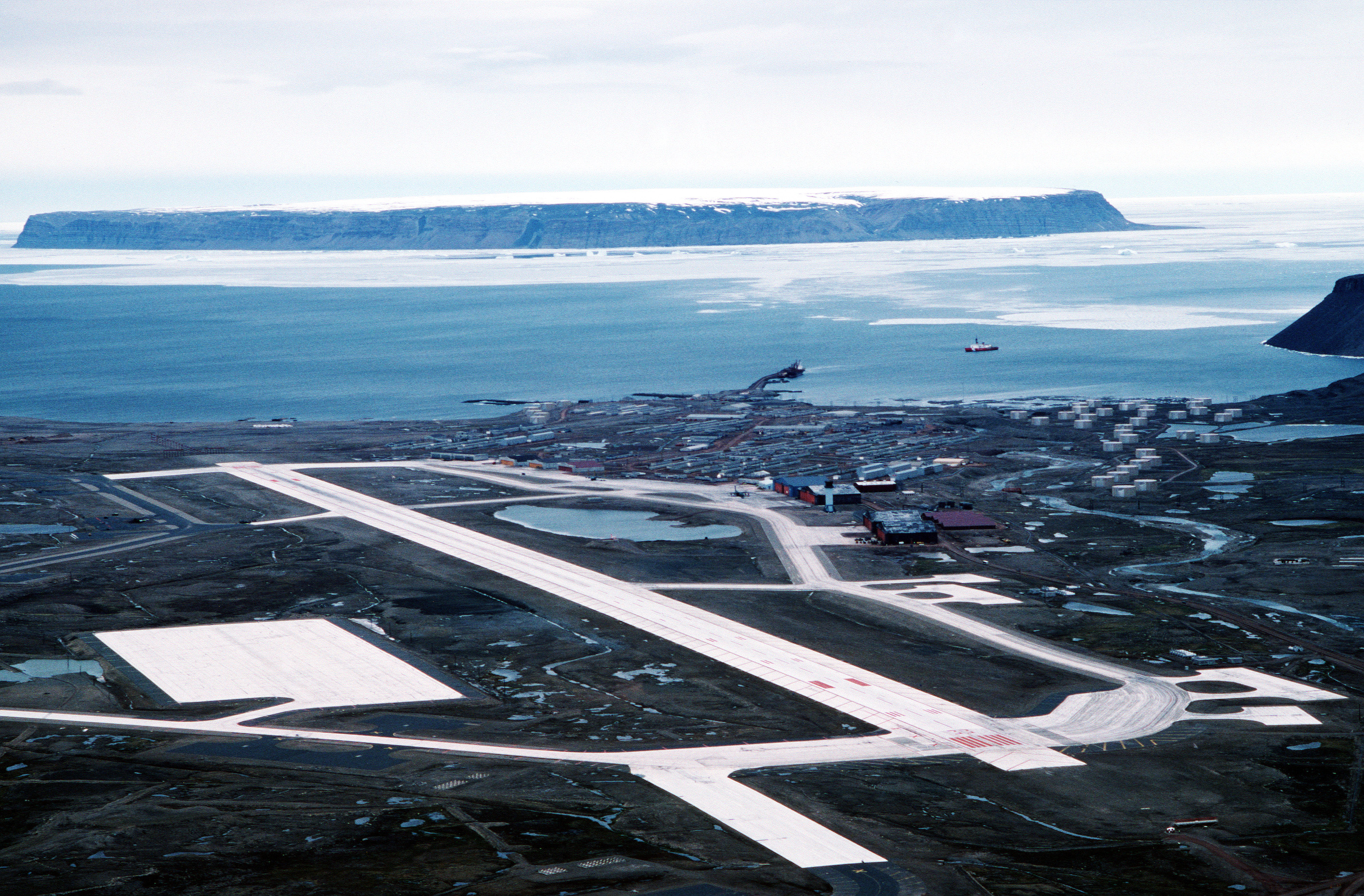
Die Thule Air Base

In Reaktion auf das Unternehmen Weserübung und die Besetzung Dänemarks durch die deutsche Wehrmacht unterzeichneten am 9. April 1941 der dänische Gesandte in Washington Henrik Kauffmann und der US-amerikanische Außenminister Cordell Hull ein Abkommen, wonach die USA die Verteidigung Grönlands übernehmen. Das Abkommen mit dem Namen Thulesag 1 („Thule-Sache“) erlaubte den Amerikanern, Flugplätze, Radio- und meteorologische Stationen, Häfen und Befestigungsanlagen zu errichten. Die Amerikaner fürchteten, dass Hitler-Deutschland Grönland als Ausgangspunkt für eine Offensive gegen die USA nutzen könnte. Gleichzeitig wurden mit dem Kriegseintritt der USA die auf Grönland durchgeführten meteorologischen Untersuchungen zunehmend wichtiger für die transatlantischen Flug- und Seeverbindungen. Die Basen dienten jedoch auch als Zwischenstationen auf dem Weg von Nordamerika zum Kriegsschauplatz in Europa. Diese Einrichtungen fielen gänzlich unter US-amerikanische Jurisdiktion bei gleichzeitiger Aufrechterhaltung der dänischen Souveränität über Grönland.
Artikel 10 des Abkommens enthielt eine Aufhebeklausel. Der Kontrakt sollte so lange in Kraft sein, bis „bestehende Gefahren für den Frieden und die Sicherheit des amerikanischen Kontinents nicht länger bestehen“. Im Verlauf des Zweiten Weltkriegs bauten die USA eine Reihe von Militärbasen, unter ihnen die Thule Air Base sowie Flugplätze und ein Militärhospital. Alle diese Einrichtungen waren mit amerikanischen Soldaten besetzt. Das Übereinkommen wurde schließlich vom Dänischen Reichstag (heute: Folketing) bei seiner ersten Zusammenkunft nach Kriegsende am 16. Mai 1945 ratifiziert. Die USA errichteten oder bauten bis zum Ende des Zweiten Weltkrieges 17 Einrichtungen aus, darunter große Luftwaffenstützpunkte wie Narsarsuaq und Kangerlussuaq.
Die Kriegsmarine des Großdeutschen Reichs versuchte ab 1942 in Nordost-Grönland Wetterstationen der Wehrmacht in der Arktis für meteorologische Beobachtungen mit den Unternehmen Holzauge, Unternehmen Bassgeiger, Unternehmen Edelweiß und Unternehmen Edelweiß II einzurichten. Als Gegenmaßnahme wurde daraufhin mit der Sirius-Schlittenpatrouille ein ständiger Patrouillendienst mit Schlittenhunden eingerichtet, der noch heute besteht.

### Nachkriegszeit
Nach dem Zweiten Weltkrieg ging die Hoheit und die Verteidigung Grönlands wieder auf Dänemark über. Jedoch waren die USA mit Beginn des Kalten Krieges weiterhin an einer dauerhaften Präsenz in Grönland interessiert. Aus dänischer Sicht war dies mit einer Reihe von Problemen verbunden. Dänemark befürchtete die Rückkehr von Truppen der Sowjetunion auf die Insel Bornholm, welche bis April 1946 von ihr besetzt worden war. Zum anderen verstärkte sich durch die zunehmende Verschlechterung der internationalen Lage der Wunsch eines weiteren militärischen Engagements der USA. Die dänische Öffentlichkeit erwartete, dass Grönland unter alleiniger dänischer Kontrolle blieb. Die USA schlugen der dänischen Regierung sogar zweimal einen Verkauf Grönlands vor, was mit Blick auf die Sowjetunion jedoch abgelehnt wurde.

### Kalter Krieg
In den Jahren bis 1949 spielte Grönland ebenso in der Ausrichtung der neuen dänischen Allianzpolitik eine wichtige Rolle. Da Überseegebiete wie Grönland schwerlich von einem skandinavischen Verteidigungsbündnis umschlossen werden konnten, sprachen sich Dänen wie Amerikaner für eine NATO-Mitgliedschaft Dänemarks aus. Die Mitgliedschaft Dänemarks im Militärbündnis 1949 eröffnete für beide Länder neue Möglichkeiten. Die USA erhofften sich, die Frage nach einer militärischen Präsenz durch multilaterale Verhandlungen zu lösen. Die Dänen sahen sich nun ebenfalls in der Lage, alleinige, nur auf bilaterale Verhandlungen gestützte Abmachungen mit der Supermacht USA zu umgehen und die Souveränität Grönlands zu gewährleisten.
Am 27. April 1951 wurde die Thulesag 2 zwischen Dänemark und den USA unterzeichnet. Hiernach sollten die USA, im Rahmen des Nordatlantikvertrages, Dänemark bei einer notwendig werdenden Verteidigung Grönlands beistehen. Hierzu sollten weitere amerikanische Militärbasen errichtet werden. Artikel 5, Absatz 3 sicherte den USA und ihren Truppen uneingeschränkte Bewegungsfreiheit zwischen diesen Basen zu, sowohl zu Land, zu Luft als auch zu Wasser, im gesamten Staatsgebiet. Artikel 6 verpflichtete die USA „notwendigen Respekt gegenüber allen Bestimmungen und Gewohnheiten [zu zollen], welche die Bevölkerung als auch Grönlands Verwaltung betreffen“. Der Militärflugplatz in Narsarsuaq wurde zu einem gemeinsamen Stützpunkt von Dänen und US-Amerikanern ausgebaut.
Ende 1953 wurde bekannt, dass 140 km vom Armeestützpunkt Kangerlussuaq entfernt eine wissenschaftlich genutzte Wetterstation bestand. Die Station war von den Amerikanern ohne Wissen der dänischen Behörden errichtet worden.
Am 15. März 1954 wurde dennoch die Ausweitung der Thule Air Base beschlossen. Dies beinhaltete die Installation eines Flugabwehrsystems, das mit Kernwaffen bestückt wurde. Im Rahmen des Ausbaus kam es auch zur Zwangsumsiedlung lokaler Inuit.

#### Project Iceworm
„Project Iceworm“ war der Name eines heimlichen Vorhabens der United States Army, ein System von mobilen, atomaren Raketenstartplätzen unter dem Grönländischen Eisschild zu errichten. Ziel war es, das Staatsgebiet der Sowjetunion im Falle eines nuklearen Krieges schnell erreichen zu können. Die Studien dazu begannen 1958.
Um die Durchführbarkeit der Arbeiten zu testen, wurde Camp Century etwa 240 Kilometer landeinwärts von Thule errichtet. Von hier aus wurde mit dem Ausbau begonnen.
Es wurden 21 Tunnel mit einer Gesamtlänge von 3000 Metern gebaut. Zur Stromversorgung hatte das Camp einen eigenen Kernreaktor, im gesamten Tunnelsystem lebten etwa 200 Personen. Jedoch erwies sich das Vorhaben als nicht durchführbar, da das Inlandeis zu starken Bewegungen ausgesetzt war. Das Projekt wurde deshalb 1966 eingestellt, die Infrastruktur und die beim Betrieb entstandenen Abfälle blieben größtenteils vor Ort zurück. Erst als das Dänische Außenpolitische Institut (DUPI) 1997 eine Untersuchung veröffentlichte, wurde das Vorhaben bekannt.
Durch die globale Erwärmung und damit einhergehend dem Schmelzen des arktischen Eises besteht nun die Gefahr, dass die noch immer vor Ort lagernden Abfälle in die Umwelt freigesetzt werden; zunächst durch einsickerndes Schmelzwasser, später durch das Abtauen des grönländischen Eises. Neben 200.000 Litern Dieselkraftstoff und 240.000 Litern Abwässer findet sich dort auch radioaktiv belastetes Kühlwasser aus dem Kernreaktor.

## Heutige Situation

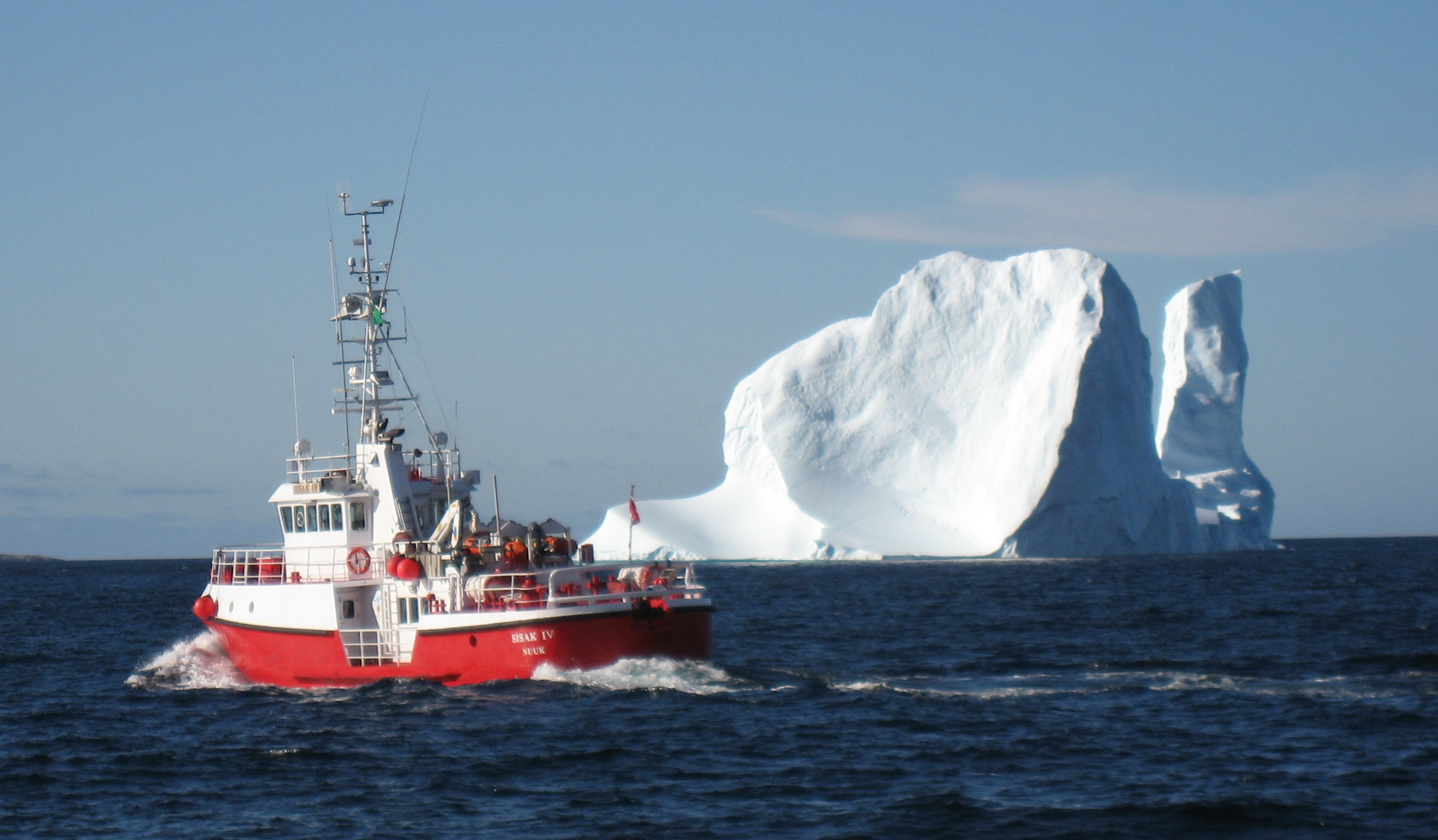
Das Polizeiboot „Sisak IV“ des Grönland-Kommandos beim Auslaufen aus Upernavik

Heute sind 60 Soldaten des Arktisk Kommando der dänischen Streitkräfte in Kangilinnguit (dänisch Grønnedal) stationiert. Das Kommando ist für die Verteidigung Grönlands zuständig, nimmt aber auch Aufgaben der Fischereiaufsicht und als Küstenwache wahr. In Daneborg unterhält das dänische Militär die Fernaufklärungs-Patrouille Sirius-Schlittenpatrouille, die auch die Parkaufsicht im Nordostgrönland-Nationalpark wahrnimmt.
US-amerikanische Truppen finden sich heute lediglich in der Pituffik Space Base mit einer Stärke von 131 Soldaten (2007). Das dänische Militär ist auf der Air Base mit einem Verbindungsoffizier vertreten.